# Tour du Doubs 2010
La 26e édition du Tour du Doubs a eu lieu le 5 septembre 2010. C'est la dixième épreuve de la Coupe de France de cyclisme sur route 2010. La course fait partie du calendrier UCI Europe Tour 2010 en catégorie 1.1.

## Classement final
|    | Coureur            | Pays     | Équipe             |    | Temps           |
| -- | ------------------ | -------- | ------------------ | -- | --------------- |
| 1  | Jérôme Coppel      | France   | Saur-Sojasun       | en | 4 h 26 min 29 s |
| 2  | Jonathan Hivert    | France   | Saur-Sojasun       | +  | 11 s            |
| 3  | Leonardo Duque     | Colombie | Cofidis            |    | m.t.            |
| 4  | Matthieu Ladagnous | France   | Française des Jeux |    | m.t.            |
| 5  | Laurent Mangel     | France   | Saur-Sojasun       |    | m.t.            |
| 6  | Julien Mazet       | France   | BigMat-Auber 93    |    | m.t.            |
| 7  | Romain Lemarchand  | France   | BigMat-Auber 93    |    | m.t.            |
| 8  | Florian Guillou    | France   | Bretagne-Schuller  |    | m.t.            |
| 9  | Julien Loubet      | France   | AG2R La Mondiale   |    | m.t.            |
| 10 | Guillaume Levarlet | France   | Saur-Sojasun       |    | m.t.            |